# Duftnote
Duftnoten sind Gruppen von Düften, für die bestimmte Merkmale typisch sind. So lassen sich Parfums beispielsweise generell in zwei Gruppen einteilen, in Damen-Noten und in Herren-Noten, wobei sich in den letzten Jahren die Grenze zwischen maskulinen und femininen Duftnoten aufzulösen beginnt und zunehmend androgyne Duftnoten ihren Platz in den Parfümerien erobern.
Es gab und gibt immer wieder Bestrebungen, die Vielfalt der Duftnoten zu klassifizieren. Es gibt die historischen Düfte, die eine eigene Duftrichtung geprägt haben, wie zum Beispiel "Chypre" oder "Fougère"; es gibt aber auch immer wieder eigenständige Duftschöpfungen, die eine neue Duftrichtung begründen, wie zum Beispiel "Thé vert".
Nachfolgend werden die bekanntesten Duftnoten beschrieben, ohne einem bestimmten Ordnungsprinzip zu folgen.

## Damen-Noten
- Blumig Blumige Noten sind in praktisch allen Parfüms enthalten. Die häufigsten Blütennoten sind Jasmin und Rose. Duftkreationen, in denen eine Blütennote dominiert, werden auch "Soliflore" genannt (zum Beispiel Maiglöckchen). Das Gemisch verschiedener Blütennoten wird "Bouquet" genannt.
- Blumig-fruchtig Die fruchtigen Noten ergänzen die blumigen, dürfen sie aber keinesfalls übertönen.
- Fruchtig Fruchtnoten, wie Pfirsich, Himbeere, Pflaume finden in der Parfümerie als Nuancen Verwendung. Des Weiteren gibt es Zitrusfruchtnoten, die sogenannten Hesperide.
- Erogen Erogene Duftnoten werden mit warmen, animalischen Noten erzielt, wie Moschus, Zibet, Ambra und Castoreum.
- Chypre Sammelbegriff für Parfüms, die sich einerseits in der Kopfnote durch Citrus-Frische auszeichnen und andererseits in der Basisnote durch Eichenmoos und Patchouli. Viele Parfüms des Chypre-Typs sind warme, sinnliche Düfte.
- Orientalisch Weckt Assoziationen zu den balsamischen Düften und Gewürzen des Orients. Sogenannte Winter- und Abend-Parfüms. Typische Duftstoffe sind Ambra und Vanille.
- Pudrig Dufteindruck, der entsteht, wenn langhaftende, moosige, holzige, süße und kristalline Elemente zusammenwirken. Er entsteht bei vielen Parfüms, wenn sich die frischen und blumigen Bestandteile verflüchtigt haben.
- Süß Süß wirkende Duftbausteine sind in vielen Parfüms des Typs Chypre und Orientalisch enthalten, aber auch blumige und fruchtige Düfte können mitunter sehr süß wirken. Bekanntestes süß riechendes Naturprodukt ist der Extrakt der Vanilleschote.
- Warm Charakteristisch sind die animalischen Duftnoten in den Parfüms des Typs Chypre und Orient.
- Würzig Würzige Duftnoten unterliegen stark der Mode, sind aber als Zimt und Nelke unverzichtbar in orientalischen Parfüms.

## Herren-Noten
- Chypre Die Chypre-Düfte der Herren weisen häufig frisch-aromatische, holzige oder auch ledrige Akzente auf, wodurch ihnen ein eleganter Charakter anhaftet.
- Citrus Düfte, die ihren Charakter durch den verstärkten Einsatz von Agrumen – also Zitruspflanzen – wie Bergamotte, Zitrone, Mandarine oder Orange erhalten, gehören dieser Note an.
- Fougère Basiert auf dem Zusammenspiel aus Lavendel, Eichenmoos und Cumarin, einem Pflanzenstoff, der in größeren Mengen gesundheitsschädlich wirkt. Klassische Kompositionen dieser Duftfamilie sind an einem dominanten Lavendelaroma zu erkennen. Fougère-Komponenten sind ausschließlich in Herrendüften zu finden.
- Holzig Der vermehrte Einsatz von Elementen wie Sandelholz, Zedernholz, Patschuli oder auch Vetiver verleihen diesen Düften eine warme und trockene Herznote.
- Ledrig Ledernoten werden – ähnlich wie holzige Noten – zur Akzentuierung vorwiegend maskuliner Duftkompositionen verwendet. Es gibt sie in vielen verschiedenen Varianten von blumig und samtig bis säuerlich und rauchig.
- Orientalisch Eine Kombination aus Vanille und Ambra bildet den fundamentalen Charakter dieser Duftfamilie. Die Maskulinität zeichnet sich durch einen intensiven und vollen Körper aus, der holzig, würzig oder auch animalisch akzentuiert wird.
- Tabak Das aus den Tabakblättern extrahierte Resinoid wird in maskulinen Parfums dazu eingesetzt, diesen mit seinem starken, süß-warmen Aroma eine reichhaltige Milde zu verleihen. Dabei wird zwischen lieblichen, moosigen, holzigen und honigartigen Tabaknoten unterschieden.